# Bos palaesondaicus
Bos palaesondaicus — вимерлий вид биків, що існував у плейстоцені на острові Ява. Голотип виявлений у формації Трініль. Цей вид є ймовірним предком бантенга (Bos javanicus).